# Mormolyca
Mormolyca es un género con 26 especies de orquídeas. Es originario de Centroamérica hasta Brasil.

## Descripción
Mormolyca puede distinguirse de Maxillaria mediante la longitud de la inflorescencia, casi a la altura de las hojas, con una flor solitaria con segmentos libres y plana, con sépalos laterales por lo general apuntando hacia abajo.
Se sigue caracterizando por presentar pseudobulbos carnosos, elípticos, las agrupaciones con una sola hoja apical. Flores con labio trilobulado, pequeño y en posición vertical, medianas y grandes articulado casi tan móvil como en algunas especies de Bulbophyllum, y la columna ligeramente arqueada, sin apéndices , delgada y muy corta al pie de la base, en lugar de aumentar en la terminal, con antera con cuatro crecimientos apicales.

## Distribución
El género, muy cerca de Maxillaria, fue constituido por ocho especies epífitas, que existen en América Central, la Amazonia y el sureste de Brasil, el centro de dispersión se puede ver en el Perú. 

## Evolución, filogenia y taxonomía
Se propuso por Eduard Fenzl en Denkschriften der Akademie der Wissenschaften. Mathematisch-naturwissenschaftliche Klasse 1: 253 , en 1850.  Mormolyca lineolata Fenzl, considerada  sinónimo de Mormolyca ringens (Lindl.) Gentil, es su especie tipo. 
En 2008, publicó un extenso trabajo con la revisión del género Maxillaria basada tanto en la filogenia y en caracteres morfológicos.  Este documento propone la inclusión de especies pertenecientes al clado de Maxillaria rufescens, Maxillaria secc. Rufescens Christenson, en el género, Mormolyca, aumentando el número de especies de este género clasificadas al número de  veinticuatro y el número de especies nativas de Brasil por tres.
Con esta división el género se amplió para incluir más especies y la descripción queda modificada como sigue: la textura de los pseudobulbos es verrugosa y no está protegido por la hoja de vainas, una de las especies, Mormolyca polyphylla, tiene tres hojas apicales en lugar de una hoja de vainas y largo pseudobulbo; inflorescencias cortas y largas, las flores no tienen formación de fibras y se rompen con facilidad, el rizoma puede ser corto o largo, los labios de las especies de Maxillaria presenta un grupo de tricomas glandulares en el callo. 

## Etimología
El nombre de género es una referencia a la extraña apariencia de flores.

## Especies

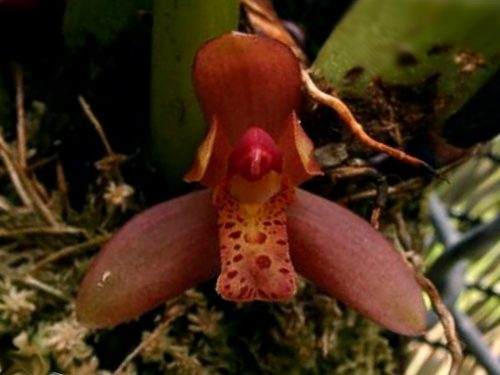
Mormolyca rufescens

Especies tradicionales:
1. Mormolyca aurorae
2. Mormolyca fuchii
3. Mormolyca galeata
4. Mormolyca gracilipes
5. Mormolyca peruviana
6. Mormolyca polyphylla
7. Mormolyca ringens
8. Mormolyca schweinfurthiana

Especies añadidas en 2008:
1. Mormolyca acutifolia
2. Mormolyca aureoglobula
3. Mormolyca chacoensis
4. Mormolyca cleistogama
5. Mormolyca dressleriana
6. Mormolyca hedwigiae
7. Mormolyca lehmanii
8. Mormolyca moralesii
9. Mormolyca pudica
10. Mormolyca richii
11. Mormolyca rufescens
12. Mormolyca sanantonioensis
13. Mormolyca schlimii
14. Mormolyca sotoana
15. Mormolyca suarezorum
16. Mormolyca tenuibulba